# Uranotaenia lutescens
Uranotaenia lutescens är en tvåvingeart som beskrevs av George Frederick Leicester 1908. Uranotaenia lutescens ingår i släktet Uranotaenia och familjen stickmyggor. Inga underarter finns listade i Catalogue of Life.